# Фонд державного майна України
Фонд державного майна України є центральним органом виконавчої влади із спеціальним статусом, що реалізує державну політику у сфері приватизації, оренди, використання та відчуження державного майна, управління об'єктами державної власності, у тому числі корпоративними правами держави щодо об'єктів державної власності, що належать до сфери його управління, а також у сфері державного регулювання оцінки майна, майнових прав та професійної оціночної діяльності.

## Основна мета
Місія Фонду полягає у підвищенні інвестиційної привабливості і конкурентоспроможності економіки України. З метою її досягнення, Стратегія Фонду це прозоре і професійне розпорядження державним майном України.

## Історичні відомості
Фонд державного майна України створено в 1991 році Постановою Кабінету Міністрів Української РСР № 158 для здійснення державної політики в сфері приватизації державного майна. Перші органи приватизації в Україні — Фонд, його регіональні відділення, фонди, комітети, управління комунального майна було утворено в 1992 році.
В 1994 р. було прийнято Указ Президента України № 56 «Про єдину систему органів приватизації в Україні». Цим Указом фактично було сформовано сучасну систему органів приватизації.
Згідно до Указу Президента України № 248/99 від 13.03.99 року «Про зміни в системі центральних органів виконавчої влади України», Фонд державного майна України входить до центральних органів виконавчої влади.
Відповідно до Закону України «Про Фонд державного майна України» від 9 грудня 2011 року № 4107-VI, Фонд державного майна України відповідальний перед Президентом України. Діяльність Фонду державного майна України спрямовується і координується Кабінетом Міністрів України.

## Повноваження Фонду
Основні завдання Фонду:
1) реалізація державної політики в сфері приватизації, оренди, використання й відчуження державного майна, а також у сфері державного регулювання оцінки майна, майнових прав і професійної оціночної діяльності.
2) організація виконання Конституції й законів України, актів Президента України і Кабінету Міністрів України, інших актів законодавства й здійснення контролю за їхнім виконанням;
3) управління об'єктами державної власності, зокрема корпоративними правами держави в статутних капіталах господарських товариств, щодо яких ухвалене рішення про приватизацію та затверджено план приватизації або план розміщення акцій; товариств, утворених у процесі перетворення (у тому числі шляхом корпоратизації) державних підприємств, що належать до сфери його управління, а також товариств, утворених при участі Фонду державного майна України;
4) захист майнових прав державних підприємств, установ і організацій, а також корпоративних прав держави на території України та за її межами;
5) здійснення контролю у сфері організації та проведення приватизації державного майна, відчуження державного майна у випадках, встановлених законодавством, передачі державного майна в оренду та користування; повернення у державну власність державного майна, що було приватизовано, відчужене або вибуло з державної власності з порушенням законодавства, керування корпоративними правами держави, які перебувають у сфері його керування;
6) державне регулювання в сфері оцінки майна, майнових прав і професійної оціночної діяльності;
7) співробітництво з міжнародними організаціями в реалізації державної політики у сфері приватизації, оренди, використання та відчуження державного майна у межах покладених на нього повноважень, управління корпоративними правами держави, а також у сфері державного регулювання оцінки майна, майнових прав та професійної оціночної діяльності.

### Фонд відповідно до покладених на нього завдань:

###### у сфері приватизації державного майна
змінює в процесі приватизації організаційну форму підприємств, що перебувають у державній власності;
здійснює повноваження власника державного майна, у тому числі корпоративних прав, у процесі приватизації та контролює діяльність підприємств, установ і організацій, що належать до сфери його управління;
здійснює продаж державного майна в процесі його приватизації;
готує об'єкти до приватизації та їх продажу;
з боку держави виступає засновником та учасником підприємств, заснованих на базі об'єднання майна різних форм власності, або у разі придбання державою пакетів акцій (часток, паїв) в інших власників.

###### у сфері управління корпоративними правами держави
здійснює керування корпоративними правами держави, що перебувають у сфері його управління;
здійснює реструктуризацію господарчих товариств, у статутних капіталах яких корпоративні права держави перевищують 50 відсотків і які належать до сфери його управління;
погоджує мирові угоди, плани санації і переліки ліквідаційних мас та зміни і доповнення до них у справах про банкрутство господарських організацій з корпоративними правами держави більше 50 відсотків їх статутного капіталу, які перебувають у процесі приватизації;
бере участь у виробництві справ про банкрутство господарчих товариств із корпоративними правами держави.

###### у сфері оренди державного майна
виступає орендодавцем цілісних (єдиних) майнових комплексів підприємств, їх структурних підрозділів та нерухомого майна, а також майна, що не увійшло до статутного капіталу господарських товариств у процесі приватизації (корпоратизації), що перебувають у державній власності.

###### у сфері оцінки майна, майнових прав і професійної оціночної діяльності
організовує професійну підготовку оцінювачів, затверджує вимоги до керівників суб'єктів оціночної діяльності та оцінювачів, що працюють у їх складі;
затверджує склад і порядок роботи екзаменаційних комісій з професійної підготовки оцінювачів, організовує їх роботу, затверджує програми навчання та складання іспитів;
сприяє розвитку громадського регулювання оцінки майна, майнових прав та професійної оціночної діяльності.
Також Фонд державного майна України забезпечує формування і ведення Єдиного реєстру об'єктів державної власності та є його розпорядником.
У зв'язку з набранням 07 березня 2018 року чинності Законом України № 2269 «Про приватизацію державного і комунального майна» розпочалося осучаснення приватизації. Законом було спрощено класифікацію об'єктів приватизації поділом на об'єкти малої та великої приватизації. До малої приватизації потрапили об'єкти нерухомості, невеликі підприємства, а до великої приватизації — об'єкти, активи яких перевищують 250 млн грн. Також було скорочено строки підготовки об'єктів до продажу і збільшено строк для подання заявок потенційних покупців. Встановлено, що у разі проведення великої приватизації залучаються міжнародні радники, а мала приватизація проходить винятково на електронних торгах.

## Керівництво
Фонд державного майна України очолює голова, який призначається на посаду і звільняється з посади Президентом України за згодою Верховної Ради України.
В.о. Голови Фонду держмайна призначено Іванну Смачило. З 30 березня 2023 року Першим заступником Голови є Денис Шугалій.
В різні роки Фонд державного майна України очолювали:
- З вересня 2024 року — Іванна Смачило
- з 21 листопада 2023 року  по 5 вересня 2024 року Віталій Коваль[5].
- з вересня 2022 по вересень 2023 року — Рустем Умєров[6].
- з лютого до вересня 2022 року — в.о. Батова Ольга Ігорівна
- з вересня 2019 до лютого 2022 року — Сенниченко Дмитро Володимирович[7].
- з вересня 2017 до вересня 2019 року — Трубаров Віталій Миколайович[ru][8].
- з квітня 2017 по вересень 2017 року — Парфененко Дмитро Миколайович
- з травня 2015 по квітень 2017 року — Білоус Ігор Олегович
- з червня 2014 по травень 2015 року — Парфененко Дмитро Миколайович
- з квітня 2010 по червень 2014 року — Рябченко Олександр Володимирович;
- з грудня 2008 по березень 2010 року — Парфененко Дмитро Миколайович
- з квітня 2005 по грудень 2008 року — Семенюк-Самсоненко Валентина Петрівна
- з квітня 2003 по квітень 2005 року — Чечетов Михайло Васильович
- з жовтня 1998 по квітень 2003 року — Бондар Олександр Миколайович
- з березня 1997 по квітень 1998 року — Лановий Володимир Тимофійович
- з серпня 1994 по лютий 1997 року — Єхануров Юрій Іванович
- з липня 1991 по липень 1994 року — Прядко Володимир Володимирович

## Приватизація державного майна
Приватизація державного майна (приватизація) — приватизація державного або комунального майна (далі — приватизація) — платне відчуження майна, що перебуває у державній або комунальній власності, на користь фізичних та юридичних осіб, які відповідно до цього Закону можуть бути покупцями.
Основною метою приватизації є прискорення економічного зростання, залучення іноземних і внутрішніх інвестицій, зменшення частки державної або комунальної власності у структурі економіки України шляхом продажу об'єктів приватизації ефективному приватному власнику.
Прийнятий Верховною Радою України 18 січня 2018 Закон України «Про приватизацію державного і комунального майна» набув чинності 07 березня 2018.
Його основною метою є спрощення процедури приватизації та підвищення її прозорості та ефективності.
Законом спрощується класифікація об'єктів приватизації поділом на об'єкти малої та великої приватизації. До групи малої приватизації потрапляють об'єкти нерухомості, невеликі підприємства, а до групи великої приватизації входять об'єкти, активи яких перевищують 250 млн грн. Також скорочуються строки підготовки до продажу об'єктів і збільшується строк для подання заявок потенційних покупців. Встановлено, що у разі проведення великої приватизації залучатимуться міжнародні радники, а мала приватизація проходитиме на електронних торгах.

## Оцінка майна
Для виконання статті 172 Податкового Кодексу України у 2018 році було створено та введено в експлуатацію нову Єдину базу даних звітів про оцінку Порядок ведення єдиної бази даних звітів про оцінку було зареєстровано у Міністерстві юстиції України 5 червня 2018 р..
Єдина база даних звітів про оцінку — це інформаційно-телекомунікаційна система, до складу якої входять база даних та модуль електронного визначення оціночної вартості. Мета створення — перевірка вартості об'єктів оподаткування, внесеної суб'єктом оціночної діяльності, що дозволяє унеможливити сумнівні угоди з оподатковуваним майном та запобігти зловживанню на ринку податкової нерухомості. З 18.07.2018 Єдину базу даних звітів про оцінку було введено в експлуатацію.

## Результати роботи Фонду
Стислий огляд результатів роботи Фонду державного майна за 2018 рік та попередні періоди.
Протягом 2018 державну форму власності змінили 249 об'єктів приватизації. У січні-липні 2018 року відповідно до норм Закону України від 04 березня 1992 року № 2163-ХІІ «Про приватизацію державного майна» державну форму власності змінили 58 об'єктів приватизації груп А, Д, Е та Ж. У серпні-грудні 2018 року відповідно до норм нового Закону України «Про приватизацію державного і комунального майна» державну форму власності змінив 191 об'єкт малої приватизації. Протягом 2017 року державну форму власності змінили 145 об'єктів. Починаючи з 1992 року, в Україні приватизовано більше 133 тисяч об'єктів: 29 859 об'єктів державної форми власності та 103 364 об'єкти комунальної власності. За всі роки від приватизації державного майна надійшло більше 67 млрд грн.
Загалом у 2018 році Фонд перерахував до державного бюджету кошти у розмірі більше 3,36 млрд грн.
Протягом 2018 року від приватизації державного майна надійшло 275,45 млн грн та перераховано до державного бюджету 268,65 млн грн, що становить 75,7 % виконання планового показника (355,019 млн грн).
У 2017 році надходження від продажу державного майна та інших надходжень, безпосередньо пов'язаних з процесом приватизації, становили 3,376 млрд грн. З 1992 року від приватизації державного майна до державного бюджету надійшло 67,386 млрд грн.
В управлінні Фонду перебуває 281 господарське товариство з державною часткою у статутному капіталі.
Надходження від сплати дивідендів та перерахування частини чистого прибутку господарських товариств, які перебувають у сфері управління Фонду, є найвищими за останні 10 років та становлять 1,65 млрд грн. На виконання поставлених перед Фондом завдань у сфері приватизації вплинули блокування судами процесу великої приватизації, не передача у встановлений строк об'єктів приватизації уповноваженими органами управління та інші чинники. Незважаючи на обставини, що ускладнювали здійснення повноважень щодо приватизації та управління державним майном, Фонд протягом звітного періоду проводив системну та наполегливу роботу щодо створення умов для виконання завдань з наповнення державного бюджету. З 2000 року Фондом перераховано до державного бюджету 12,19 млрд грн надходжень від оренди державного майна. У 2018 році від оренди державного майна надійшло 1,445 млрд грн при плановому завданні 1 млрд грн, що є найвищим показником за всі роки роботи Фонду.